# خوان مانويل غولن
خوان مانويل غولن هو فيلسوف وسياسي بيروفي، ولد في 24 نوفمبر 1941 في أريكيبا في بيرو.